# Parapallene spinosa
Parapallene spinosa is een zeespin uit de familie Callipallenidae. De soort behoort tot het geslacht Parapallene. Parapallene spinosa werd in 1902 voor het eerst wetenschappelijk beschreven door Mobius. 